# قانون بهداشت باروری فیلیپین
قانون مسئولیت والدین و بهداشت باروری، که همچنین به عنوان قانون بهداشت باروری یا قانون RH شناخته می‌شود، و رسماً به عنوان قانون جمهوری شماره ۱۰۳۵۴ نامگذاری شده‌است، یک قانون فیلیپین است که دسترسی همگانی به روش‌های پیشگیری از بارداری ، کنترل باروری، آموزش جنسی و مراقبت از مادر در فیلیپین را فراهم می‌کند.
در حالی که توافق کلی در مورد مفاد آن در مورد سلامت مادر و کودک وجود دارد، بحث‌های زیادی در مورد دستور آن وجود دارد که دولت و بخش خصوصی فیلیپین بودجه و توزیع گسترده دستگاه‌های تنظیم خانواده مانند کاندوم، قرص‌های ضدبارداری و IUD را تأمین کنند. همچنین باید دولت به انتشار اطلاعات در مورد استفاده از آنها از طریق تمام مراکز مراقبت‌های بهداشتی ادامه دهد.
تصویب این قانون بحث‌برانگیز و به شدت تفرقه‌انگیز بود و دانشگاهیان، مؤسسات مذهبی و شخصیت‌های بزرگ سیاسی حمایت یا مخالفت خود را در حالی که تصویب طرح در قوه مقننه در جریان بود، اعلام کردند. مناظرات و تظاهرات داغ در حمایت و مخالفت با لایحه RH در سراسر کشور برگزار شد.
دادگاه عالی فیلیپین در مارس ۲۰۱۳ اجرای این قانون را در پاسخ به چالش‌ها به تأخیر انداخت. در ۳ آوریل ۲۰۱۴، دادگاه حکم داد که این قانون «غیرقانونی» نیست اما هشت ماده را به‌طور جزئی یا کامل حذف کرد.
تاریخچه بهداشت باروری در فیلیپین به سال ۱۹۶۷ بازمی‌گردد که فردیناند مارکوس رئیس‌جمهور فیلیپین از جمله سران کشورهایی بود که اعلامیه جمعیت را امضا کرد. ۳۰ کشوری که در امضای این اعلامیه شرکت کردند، توسط دبیرکل سازمان ملل متحد، یو تانت، طی مراسمی در سازمان ملل در ۱۱ دسامبر ۱۹۶۷، یک روز پس از روز حقوق بشر، به رسمیت شناخته شدند. فیلیپین موافقت کرد که مشکل جمعیت باید به عنوان عنصر اصلی توسعه اقتصادی بلندمدت در نظر گرفته شود؛ بنابراین، کمیسیون جمعیت ایجاد شد تا برای کاهش هنجار اندازه خانواده و ارائه اطلاعات و خدمات برای کاهش نرخ باروری تلاش کند.
از سال ۱۹۶۷، آژانس توسعه بین‌المللی ایالات متحده (USAID) 80 درصد از کل کالاهای تنظیم خانواده (مواد پیشگیری از بارداری) را به عهده گرفت که به ۳ دلار می‌رسید. در سال ۱۹۷۵، ایالات متحده یادداشت مطالعه امنیت ملی ۲۰۰: پیامدهای رشد جمعیت در سراسر جهان برای امنیت ایالات متحده و منافع خارج از کشور (NSSM200) را به عنوان سیاست خود اتخاذ کرد. این سیاست به اقدامات کنترل جمعیت و ترویج پیشگیری از بارداری در میان ۱۳ کشور پرجمعیت، از جمله فیلیپین، برای کنترل رشد سریع جمعیت که به نظر آنها با منافع ملی سیاسی-اجتماعی ایالات متحده خصومت می‌کند، «اهمیت بالایی» می‌دهد، زیرا اقتصاد ایالات متحده به مقادیر زیاد و فزاینده مواد معدنی از خارج نیاز دارند، و این کشورها می‌توانند نیروهای اپوزیسیون بی‌ثبات کننده علیه ایالات متحده تولید کنند.
رؤسای جمهور مختلف نقطه نظرهای متفاوتی داشتند. رئیس‌جمهور فردیناند مارکوس برای توزیع سیستماتیک داروهای ضدبارداری در سراسر کشور فشار آورد. دولت کورازون آکوینو بر اعطای حق به زوجین برای داشتن تعداد فرزندانی که ترجیح می‌دهند متمرکز بود، در حالی که فیدل وی. راموس از کنترل جمعیت به مدیریت جمعیت تغییر موضع داد. جوزف استرادا از روش‌های ترکیبی برای کاهش نرخ باروری با تمرکز بر جریان اصلی تنظیم خانواده استفاده کرد.
در سال ۱۹۸۹، کمیته قانونگذاران فیلیپین در مورد جمعیت و توسعه (PLCPD) تأسیس شد و «به تدوین سیاست‌های عمومی قابل دوام که مستلزم قانون گذاری در مورد مدیریت جمعیت و توسعه اجتماعی-اقتصادی است» پرداخت. در سال ۲۰۰۰، فیلیپین اعلامیه هزاره را امضا کرد و متعهد شد که تا سال ۲۰۱۵ به اهداف اعلامیه هزاره، از جمله ارتقای برابری جنسیتی و سلامت، دست یابد. در سال ۲۰۰۳، USAID برنامه ۳۳ ساله خود را آغاز کرد که به وسیله آن وسایل پیشگیری از بارداری رایگان به کشور داده شد. دریافت کنندگان کمک مانند فیلیپین با چالش تأمین بودجه برنامه پیشگیری از بارداری خود مواجه بودند. در سال ۲۰۰۴، وزارت بهداشت فیلیپین (DOH) استراتژی خوداتکایی ضدبارداری فیلیپین را معرفی کرد و ترتیبی داد که این کمک‌ها با داروهای ضدبارداری داخلی جایگزین شوند.
در اوت ۲۰۱۰، دولت اعلام کرد که یک کار مشترک با USAID در اجرای یک استراتژی بازاریابی و ارتباطات جامع به نفع برنامه‌ریزی خانواده به نام می «پلانو سیلا» دارند.

## محتوا

### بخش‌ها

نقشه تراکم جمعیت فیلیپین. مناطق تاریک تر به معنای جمعیت بیشتر است.

محتوای اصلی لایحه تلفیقی بهداشت باروری به بخش‌های زیر تقسیم می‌شود.
- بخش ۱. قانون مسئولیت والدین و بهداشت باروری سال ۲۰۱۲
- بخش ۲. بیانیه سیاست
- بخش ۳. اصول راهنما
- بخش ۴. تعریف اصطلاحات
- بخش ۵. ماماها برای حضور ماهرانه
- بخش ۶. مراقبت‌های اورژانسی مامایی
- بخش ۷. دسترسی به برنامه‌ریزی خانواده
- بخش ۸. مراقبت‌های بهداشتی مادر و نوزاد در شرایط بحرانی
- بخش ۹. بررسی مرگ مادر
- بخش ۱۰. نقش سازمان غذا و دارو
- بخش ۱۱. تهیه و توزیع لوازم تنظیم خانواده
- بخش ۱۲. تلفیق مؤلفه تنظیم خانواده و فرزندپروری مسئولانه در برنامه‌های مبارزه با فقر
- بخش ۱۳. نقش‌های حکومت محلی در برنامه‌های تنظیم خانواده
- بخش ۱۴. فایده‌ها برای شرایط جدی و تهدید کننده زندگی باروری
- بخش ۱۵. خدمات مراقبت بهداشتی سیار
- بخش ۱۶. آموزش بهداشت باروری و جنسی اجباری متناسب با سن
- بخش ۱۷. وظیفه اضافی افسر جمعیت محلی.
- بخش ۱۸. گواهی انطباق
- بخش ۱۹. ایجاد توانمندی کارکنان بهداشتی
- بخش ۲۰. خدمات برای زنان بی بضاعت
- بخش ۲۱. سلامت جنسی و باروری
- بخش ۲۲. حق داشتن اطلاعات مراقبت از سلامت باروری
- بخش ۲۳. مکانیسم‌های اجرایی
- بخش ۲۴. الزامات گزارش
- بخش ۲۵. کمیته کنگره
- بخش ۲۶. اعمال حرام
- بخش ۲۷. مجازات
- بخش ۲۸. اعتبارات
- بخش ۲۹. ضوابط و مقررات اجرایی
- بخش ۳۰–۳۲. بند تفکیک، بند لغو، اثربخشی

#### خلاصه احکام عمده
این لایحه، دولت را موظف می‌کند که «همه روش‌های مؤثر طبیعی و مدرن تنظیم خانواده را که از نظر پزشکی ایمن و قانونی هستند، بدون تعصب، ترویج کند».
اگرچه سقط جنین توسط قانون غیرقانونی و قابل مجازات شناخته شده‌است، اما در این لایحه آمده‌است که «دولت باید تضمین کند که همه زنانی که برای عوارض پس از سقط جنین نیاز به مراقبت دارند باید به شیوه ای انسانی، بدون قضاوت و مشفقانه رفتار و مشاوره شوند.»
این لایحه خواستار یک «رویکرد چند بعدی» است که جزء برنامه‌ریزی خانواده و مسئولیت پذیری والدین را در همه برنامه‌های دولت برای مبارزه با فقر ادغام می‌کند. آموزش بهداشت باروری و جنسی متناسب با سن از کلاس پنجم تا چهارم دبیرستان با استفاده از «مهارت‌های زندگی و سایر رویکردها» مورد نیاز است.
این لایحه همچنین وزارت کار و اشتغال را موظف می‌کند که حقوق باروری کارمندان زن خود را تضمین کند. شرکت‌هایی با کمتر از ۲۰۰ کارگر ملزم به مشارکت با ارائه دهندگان مراقبت‌های بهداشتی در منطقه خود برای ارائه خدمات بهداشت باروری هستند.
کارفرمایان با بیش از ۲۰۰ کارمند باید خدمات بهداشت باروری را به همه کارکنان در مراکز بهداشتی مربوطه خود ارائه دهند. آنهایی که کمتر از ۲۰۰ کارگر دارند باید با متخصصان بهداشت برای ارائه خدمات بهداشت باروری وارد مشارکت شوند. کارفرمایان باید کارکنان را از در دسترس بودن برنامه تنظیم خانواده آگاه کنند. آنها همچنین موظفند کارمندان شاغل باردار را در بین نیروی کار خود تحت نظر داشته باشند و اطمینان حاصل کنند که برای هر ماه از دوره بارداری که به کار می‌روند، مرخصی نیم روزه استعلاجی با حقوق دریافت می‌کنند.
دولت ملی و دولت‌های محلی در دسترس بودن خدمات مراقبت‌های بهداشت باروری مانند تنظیم خانواده و مراقبت‌های دوران بارداری را تضمین خواهند کرد.
هر شخص یا مقام دولتی که ارائه خدمات بهداشتی باروری قانونی و ایمن از نظر پزشکی را ممنوع یا محدود کند به مجازات حبس یا جزای نقدی محکوم خواهد شد.

## حمایت
انتخاب آزادانه در مورد سلامت باروری به مردم، به ویژه افراد فقیر، این امکان را می‌دهد که به تعداد فرزندانی که می‌خواهند و می‌توانند به‌طور عملی از آنها مراقبت و تأمین کنند، داشته باشند. چندین مطالعه توسط کسانی که از این لایحه حمایت می‌کنند ذکر شده‌است:
- مطالعات اقتصادی، به ویژه تجربه در آسیا، نشان می‌دهد که رشد سریع جمعیت و نرخ بالای باروری، به ویژه در میان اقشار فقیر، فقر را تشدید کرده و رسیدگی به آن را برای دولت دشوارتر می‌کند.
- میزان فقر در میان خانواده‌های پرجمعیت بیشتر است. خانواده‌های کوچک‌تر و فواصل تولد بیشتر می‌توانند به خانواده‌ها اجازه دهند تا در آموزش، سلامت، تغذیه هر کودک سرمایه‌گذاری بیشتری کنند و در نهایت فقر و گرسنگی را در سطح خانواده کاهش دهند
- مطالعات نشان می‌دهد که ۴۴ درصد از حاملگی‌ها در فقیرترین پنجک پیش‌بینی نشده‌است و در میان فقیرترین زنانی که مایل به اجتناب از بارداری هستند، حداقل ۴۱ درصد از هیچ روش پیشگیری از بارداری به دلیل کمبود اطلاعات یا دسترسی استفاده نمی‌کنند و «در میان فقیرترین خانواده‌ها، ۲۲ درصد از زنان متأهل در سنین باروری تمایل به اجتناب از بارداری دارند اما هنوز از هیچ روش تنظیم خانواده استفاده نمی‌کنند»
- استفاده روش‌های پیشگیری از بارداری، که سازمان بهداشت جهانی آن‌ها را به‌عنوان داروهای ضروری فهرست کرده‌است، طبق گفته مؤسسه Guttmacher، میزان سقط جنین را مانند سایر نقاط جهان کاهش می‌دهد.
- نظرسنجی SWS در سال ۲۰۰۸ نشان داد که ۷۱ درصد از پاسخ دهندگان موافق این لایحه هستند

## انتقاد
مخالفان این لایحه معتقدند:
- آزادی افراد برای دسترسی به وسایل پیشگیری از بارداری توسط هیچ قانون مخالفی محدود نمی‌شود، زیرا در سازمان‌های غیردولتی تنظیم خانواده، فروشگاه‌ها و غیره موجود است. کشور یک دولت رفاهی نیست: پول مالیات دهندگان نباید برای اعمال شخصی مضر و غیراخلاقی استفاده شود. می‌توان از آن برای آگاه کردن مردم از آسیب‌های BCP استفاده کرد.
- مقررات جزایی نقض حق انتخاب و وجدان آزاد است و آزار و اذیت مذهبی را ایجاد می‌کند[۱۲]

رئیس‌جمهور آکینو اظهار داشت که او نویسنده این لایحه نیست. او همچنین اظهار داشت که از یک سیاست جمعیتی قاطع، آموزش مسئولیت پذیری والدین، ارائه وسایل پیشگیری از بارداری به کسانی که آنها را درخواست می‌کنند، حمایت کامل می‌کند، اما از ترویج استفاده از روش‌های پیشگیری از بارداری خودداری می‌کند. او گفت که موضع او بیش از تأکید بر سلامت باروری بر مسئولیت پذیری والدین است.

## فضاهای اقتصادی و جمعیتی
فیلیپین سی و نهمین کشور پرجمعیت است، با تراکم بیش از ۳۳۵ در کیلومتر مربع، و نرخ رشد جمعیت ۱٫۹٪ (سرشماری ۲۰۱۰)، دارد.
نرخ باروری کل در سال ۲۰۱۳ ۳٫۲۰ تولد به ازای هر زن است، در حالی که در سال ۱۹۶۰ این عدد ۷ بوده‌است. علاوه بر این، نرخ باروری کل برای ثروتمندترین پنجک جمعیت ۲٫۰ است که حدود یک سوم نرخ لاروری فقیرترین پنجک (۵٫۹ فرزند به ازای هر زن) است. نرخ باروری برای زنان با تحصیلات دانشگاهی ۲٫۳ است، تقریباً نصف زنانی که فقط تحصیلات ابتدایی دارند (۴٫۵ فرزند برای هر زن).
لاگمن، عضو کنگره می‌گوید که این لایحه ارتباط قابل تأیید بین جمعیت عظیم و فقر را به رسمیت می‌شناسد. رشد لجام گسیخته جمعیت، توسعه اجتماعی-اقتصادی را متوقف می‌کند و فقر را تشدید می‌کند.
دانشکده اقتصاد دانشگاه فیلیپین دو مقاله در حمایت از این لایحه ارائه کرد: جمعیت و فقر: امتیاز واقعی (۲۰۰۴)، و لایحه جمعیت، فقر، سیاست و سلامت باروری (۲۰۰۸). به گفته این اقتصاددانان، رشد سریع جمعیت و نرخ بالای باروری، به ویژه در میان فقرا، فقر را تشدید کرده و آن را برای مردم سخت‌تر می‌کند. دولت باید به آن رسیدگی کند، و در عین حال تصریح کرد که «افراطی» است که «افزایش جمعیت را عامل اصلی فقر بدانیم که توسل دولت به اقدامات سختگیرانه و قهری برای مقابله با مشکل را توجیه کند (مثلاً انکار خدمات پایه و یارانه به خانواده‌های بیش از دو فرزند)». آنها ارتباط بین رشد سریع جمعیت و فقر را با مقایسه رشد اقتصادی و نرخ رشد جمعیت در تایلند، اندونزی و فیلیپین نشان می‌دهند که در آن دو مورد اول به دلیل نرخ رشد جمعیت پایین‌تر، سریع‌تر از فیلیپین رشد کردند. آنها تأکید کردند که «تجربه از سراسر آسیا نشان می‌دهد که یک برنامه سیاست جمعیتی با بودجه دولت مکمل مهمی برای سیاست اقتصادی صحیح و کاهش فقر بوده‌است.»
در مقالهٔ جمعیت و فقر، نشان داده شد که بروز فقر در میان خانواده‌های بزرگ بیشتر است: ۵۷٫۳٪ از خانواده‌های فیلیپینی با هفت فرزند در فقر هستند در حالی که تنها ۲۳٫۸٪ از خانواده‌هایی که دو فرزند دارند زیر آستانه فقر زندگی می‌کنند.

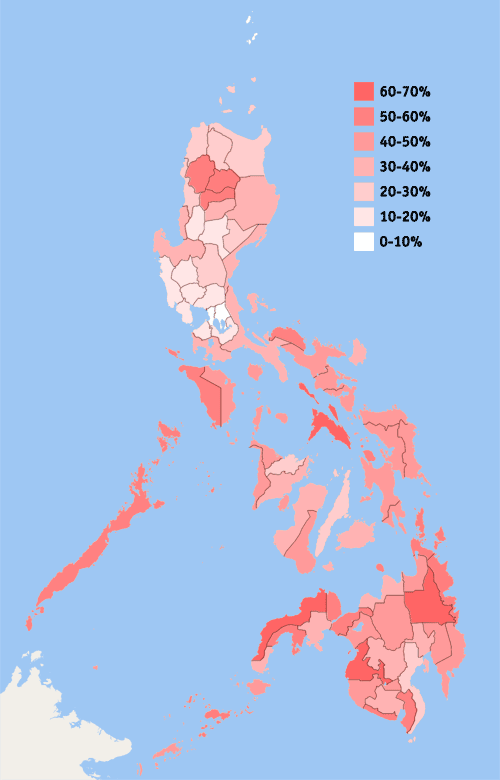
درصد جمعیت زیر خط فقر (۲۰۰۳). مناطق تاریک تر به معنای فقر بیشتر است.

طرفداران معتقدند که خانواده‌های کوچکتر و فواصل بیشتر تولد ناشی از استفاده از وسایل پیشگیری از بارداری به خانواده‌ها این امکان را می‌دهد که بیشتر روی آموزش، سلامت، تغذیه هر کودک سرمایه‌گذاری کنند و در نهایت فقر و گرسنگی را در سطح خانواده کاهش دهند. در سطح ملی، کاهش باروری هزینه خدمات اجتماعی را کاهش می‌دهد، زیرا افراد کمتری به مدرسه می‌روند یا به دنبال مراقبت‌های پزشکی هستند و تقاضا برای مسکن، حمل‌ونقل، شغل، آب، غذا و سایر منابع طبیعی را تسهیل می‌کند. بانک توسعه آسیایی نیز در سال ۲۰۰۴ جمعیت زیادی را به عنوان یکی از عوامل اصلی فقر در کشور، همراه با ضعف مدیریت اقتصاد کلان، مشکلات اشتغال، عملکرد ضعیف بخش کشاورزی و دستور کار ناتمام اصلاحات ارضی، مسائل حاکمیتی از جمله فساد ذکر کرد.

### نقد فضا
مخالفان به مطالعه ای در سال ۲۰۰۳ در شرکت رند اشاره می‌کنند، که به این نتیجه رسید که «شواهد کمی وجود دارد که رشد جمعیت مانع رشد اقتصادی می‌شود یا آن را ترویج می‌کند… بی‌طرفی جمعیت در واقع مکتب غالب در تفکر در میان دانشگاهیان در مورد رشد جمعیت طی نیم قرن گذشته بوده‌است.» به عنوان مثال، مطالعه سال ۱۹۹۲ راس لوین و دیوید رنلت، که ۱۱۹ کشور را در طول ۳۰ سال تحت پوشش قرار داد (در مقایسه با مطالعه دانشگاه فیلیپین از ۳ کشور طی چند سال). مطالعه رند همچنین می‌گوید که یک جمعیت بزرگ می‌تواند با توجه به اصول بنیادی درست، رشد را افزایش دهد؛ بنابراین، آنها به پیش‌بینی HSBC 2012 برای سال ۲۰۵۰ اشاره می‌کنند که فیلیپین به دلیل جمعیت رو به رشد زیاد، شانزدهمین اقتصاد بزرگ خواهد بود و آنهایی که جمعیت آنها در حال کاهش است، دچار کاهش خواهند شد.
در توسعه اخیر، دو نویسنده لایحه بهداشت باروری موضع خود را در مورد مفاد این لایحه در مورد جمعیت و توسعه تغییر دادند. آنها می‌خواستند سه ماده را حذف کنند که بیان می‌کند «برابری جنسیتی و توانمندسازی زنان عناصر اصلی سلامت باروری و جمعیت و توسعه هستند» که برنامه‌های والدینی مسئولانه و تنظیم خانواده را در ابتکارات ضد فقر ادغام می‌کند. همچنین آنها اظهار می‌کنند که فقر به دلیل جمعیت زیاد نیست، بلکه به دلیل نابرابری و فساد است.

## سلامت مادر و مرگ و میر
طبق گفته سازمان بهداشت جهانی، مرگ مادران در فیلیپین ۵٫۷ نفر در روز است، نه ۱۰ تا ۱۱ مرگ و میر در روز، طبق گفته طرفدارانی که این اعداد را تکرار کردند «تا به مقصودشان برسند».
موافقان بیان می‌کنند که تصویب لایحه RH به این معنی است:
با توجه به سیاست کوتاه سنا در مورد بهداشت باروری، کلید حل مرگ مادران، ایجاد مراکز زایمان است.
انجمن پزشکی فیلیپین (PMA) در مقاله ای موضع خود اعلام کرد که هدف کاهش افزایش مرگ و میر مادران و کودکان می‌تواند با بهبود مراقبت‌های بهداشتی مادر و کودک بدون نیاز به توزیع وسایل پیشگیری از بارداری محقق شود. میلیون‌ها بودجه در نظر گرفته شده برای دستگاه‌های پیشگیری از بارداری ممکن است به خوبی در بهبود مهارت‌های کارکنان بهداشتی ما در کاهش مرگ و میر مادران و کودکان در فیلیپین به کار گرفته شود.

### دسترسی
یکی از نگرانی‌های اصلی موافقان عدم دسترسی به وسایل تنظیم خانواده مانند وسایل پیشگیری از بارداری و عقیم سازی است. این لایحه در نظر دارد دسترسی همگانی را از طریق بودجه دولتی فراهم کند و در نتیجه ابتکارات بخش خصوصی برای خدمات تنظیم خانواده را تکمیل کند، مانند آنچه توسط فدراسیون بین‌المللی فرزندآوری برنامه‌ریزی شده (IPPF) که از سازمان‌های تنظیم خانواده فیلیپین و ۹۷ سازمان فیلیپین حمایت می‌کند، ارائه می‌شود.

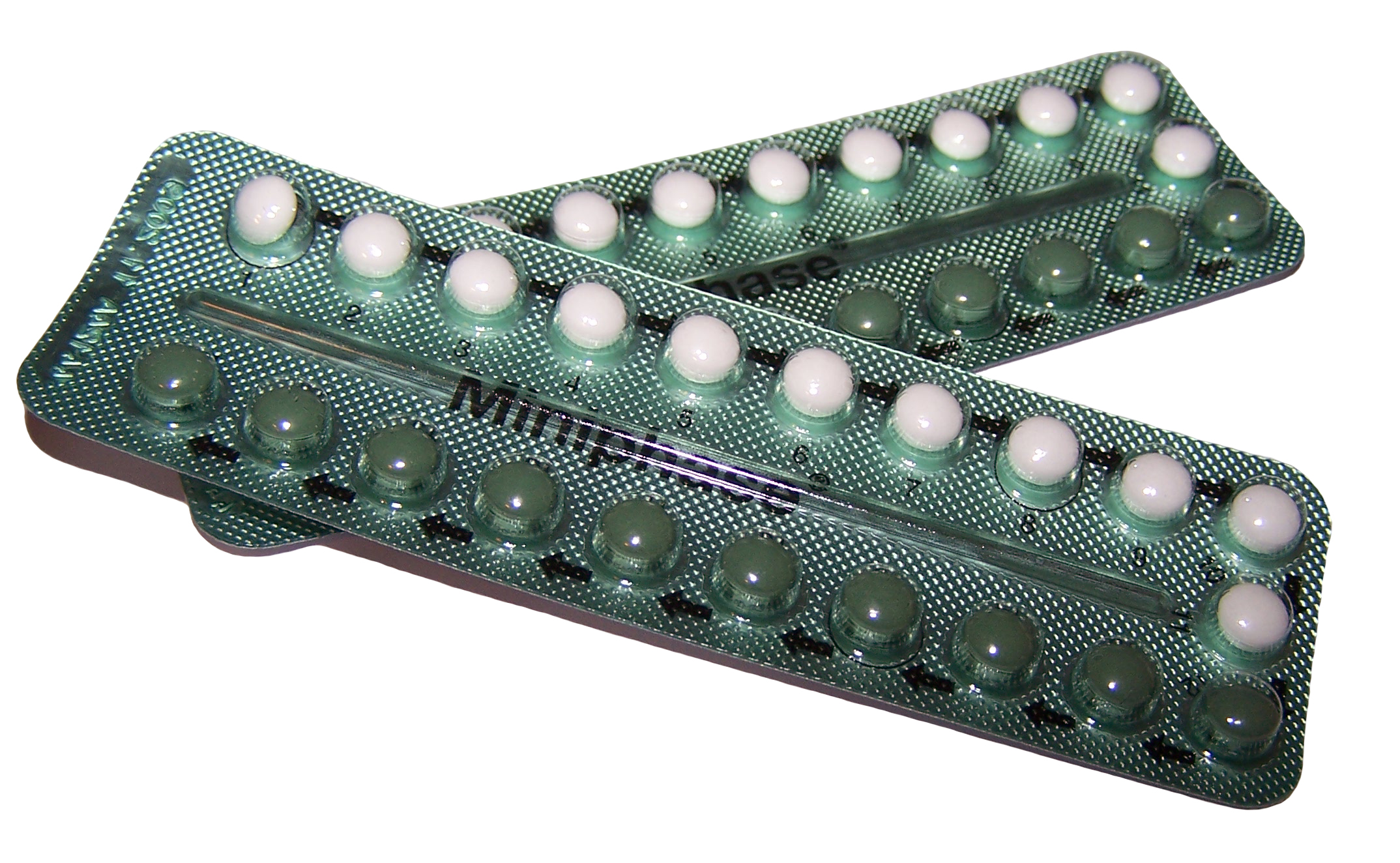
قرص ضدبارداری

## سقط جنین
بر اساس لایحه RH یکی از مولفه‌های آن «پیشگیری از سقط جنین و مدیریت عوارض پس از سقط» است. این قانون مقرر می‌دارد که «دولت باید تضمین کند که تمام زنانی که برای عوارض پس از سقط جنین نیاز به مراقبت دارند، باید به شیوه‌ای انسانی، بدون قضاوت و دلسوزانه رفتار و مشاوره شوند». همچنین بیان می‌کند که «سقط جنین جرم باقی می‌ماند و قابل مجازات است»، زیرا قانون اساسی اعلام می‌کند که «دولت باید به‌طور مساوی از زندگی مادر و زندگی جنین در هنگام لقاح محافظت کند».
موضع انجمن پزشکی فیلیپین (PMA) "به شدت بر این اصل استوار است که "زندگی در لقاح آغاز می‌شود" در لحظه ای که در آن ادغام یا اتحاد اسپرم و تخمک وجود دارد و بنابراین یک فرد یا انسان در لحظه لقاح وجود دارد. انجمن پزشکی فیلیپین سقط‌هایی را محکوم می‌کند که "تخمک بارور شده یا جنین را از بین می‌برند" و "از هر روش یا دارویی که هر مرحله از لقاح را قطع کرده و از رشد طبیعی، فیزیولوژیکی و بدون وقفه آن تا بزرگسالی جلوگیری می‌کند بیزار است".

## جنگ فرهنگی و پیامدهای آن

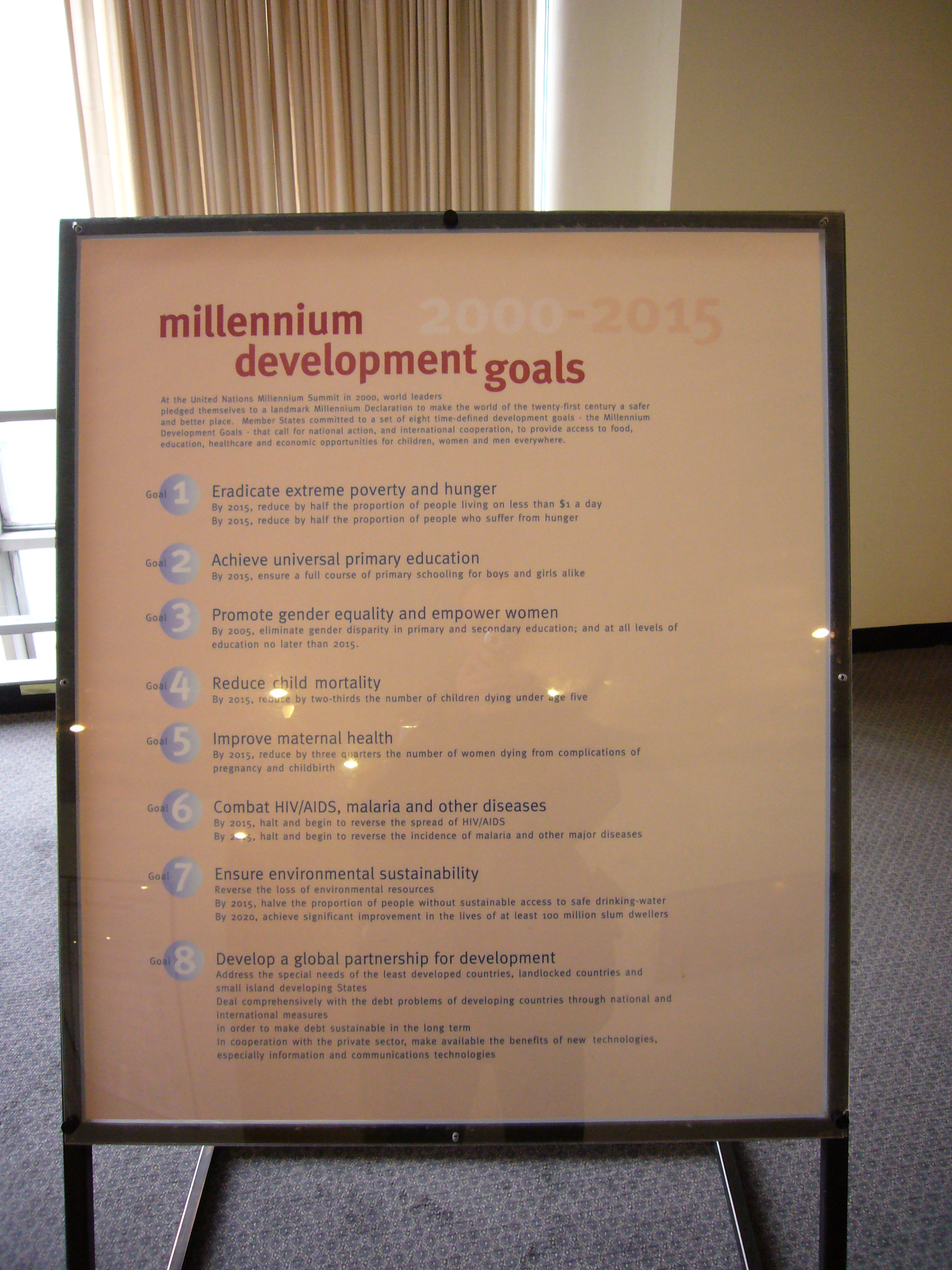
اهداف توسعه هزاره در سازمان ملل

این بحث ملی به عنوان بخشی از یک جنگ فرهنگی گسترده تلقی می‌شود. تصویب یا عدم تصویب آن از لایحه بسته به دیدگاه‌ها آثار منفی دارد. موافقان بیان می‌کنند که عدم تصویب این لایحه باعث می‌شود که فیلیپین دیگر یک کشور عقب مانده نباشد و نتواند به اهداف توسعه هزاره، به ویژه نکات مربوط به فقرزدایی و سلامت مادران دست یابد. این به معنای زیر پا گذاشتن تعهدات بین‌المللی خواهد بود و مدرنیزاسیون را کند می‌کند. همچنین، فقرا دسترسی رایگان به حمایت‌های تنظیم خانواده که بسیاری خواهان آن هستند، نخواهند داشت، و در نتیجه فرزندانی بیش از آنچه که می‌توانند از آنها مراقبت کنند، خواهند داشت و پولی برای سرمایه‌گذاری در آموزش برای شکستن فقر بین نسلی که در آن گرفتار شده‌اند، نخواهند داشت. طرفداران همچنین کلیسای کاتولیک را به گروگان گرفتن فیلیپین و نقض جدایی کلیسا از دولت متهم می‌کنند. آنها استدلال می‌کنند که کاهش رشد جمعیت منجر به بهبود کیفیت زندگی و توسعه اقتصادی می‌شود.